# Cuckoo
Cuckoo es una película de terror psicológico de 2024 escrita y dirigida por Tilman Singer. La película está protagonizada por Hunter Schafer, Jan Bluthardt, Marton Csokas, Jessica Henwick y Dan Stevens.
Tuvo su estreno mundial en el 74º Festival Internacional de Cine de Berlín el 16 de febrero de 2024. Se estrenó en Alemania el 29 de agosto de 2024 y en Estados Unidos por Neon el 9 de agosto de 2024.

## Elenco
| Actor                 | Personaje            |
| --------------------- | -------------------- |
| Hunter Schafer        | Gretchen             |
| Dan Stevens           | Sr.König             |
| Jessica Henwick       | Beth                 |
| Jan Bluthardt         | Henry                |
| Marton Csokas         | Luis                 |
| Greta Fernández       | Trixie               |
| Àstrid Bergès-Frisbey | Ed                   |
| Konrad Singer         | Erik                 |
| Proschat Madani       | Dr. Bonomo           |
| Kalin Morrow          | la mujer encapuchada |

## Producción
En agosto de 2021 se informó que Tilman Singer escribiría y dirigiría su segunda película para Neon, con Hunter Schafer, John Malkovich, Gemma Chan y Sofia Boutella como protagonistas. En julio de 2022, Dan Stevens, Jessica Henwick, Marton Csokas y Greta Fernández se unieron al elenco, mientras que Malkovich y Chan abandonaron por "problemas de tiempo". Cuckoo es una coproducción con la alemana Fiction Park y la estadounidense Waypoint Entertainment. La fotografía principal se llevó a cabo en Renania del Norte-Westfalia, Alemania, durante un lapso de 35 días entre mayo y julio de 2022, y se rodó en una película de 35 mm.

## Estreno
Cuckoo tuvo su estreno mundial en el 74º Festival Internacional de Cine de Berlín en la sección Berlinale Special el 16 de febrero de 2024. También se proyectó en South by Southwest el 14 de marzo de 2024 y en el Overlook Film Festival el 4 de abril de 2024. La película fue estrenada en Alemania por Weltkino Filmverleih el 29 de agosto de 2024, y luego fue estrenada en los Estados Unidos por Neon el 9 de agosto de 2024. Originalmente estaba previsto su estreno en los Estados Unidos el 3 de mayo de 2024.

## Recepción
Cuckoo recibió reseñas generalmente mixtas a positivas de parte de la crítica y de la audiencia. En el sitio web agregador de reseñas Rotten Tomatoes, la película posee una aprobación de 77%, basada en 141 reseñas, con una calificación de 6.7/10, y con un consenso crítico que dice: "Dirigida con un estilo inventivo por Tilman Singer y con una personalidad vibrante gracias a las actuaciones de Hunter Schafer y Dan Stevens, Cuckoo es una película de terror desenfrenada que está en el lado correcto de lo descabellado." De parte de la audiencia tiene una aprobación de 58%, basada en más de 500 votos, con una calificación de 3.2/5.
El sitio web Metacritic le dio a la película una puntuación de 60 de 100, basada en 32 reseñas, indicando "reseñas mixtas o promedio". Las audiencias encuestadas por CinemaScore le otorgaron a la película una "C+" en una escala de A+ a F, mientras que en el sitio IMDb los usuarios le asignaron una calificación de 6.4/10, sobre la base de más de 3200 votos.